# Pyrilia
Pyrilia és un gènere d'ocells de la família dels psitàcids que agrupa espècies natives del Neotròpic que es distribueixen des del sud-est de Mèxic fins al sud de l'Amazònia brasilera i nord de Bolívia.

## Taxonomia
El gènere va ser descrit per Charles Lucien Bonaparte en 1856, amb el lloro capgroc (Pyrilia pyrilia) com a espècie tipus. Al mateix temps Bonaparte va proposar el gènere Gypopsitta, amb Gypopsitta vulturina com a espècie tipus. Anteriorment, el 1854 Bonaparte va descriure en gènere Pionopsitta amb Pionopsitta pileata com a espècie tipus. Tot i això, els tres gèneres van ser incorporats a Pinopsitta fins que l'anàlisi filogenètica de l'ADN de totes les espècies va demostrar que Pionopsitta pileata es va separar primerencament i està clarament diferenciada, per la qual cosa es va proposar classificar les altres espècies en un gènere diferent, Gypopsitta (Bonaparte 1856). Finalment s'ha optat per utilitzar el nom Pyrilia per al gènere, perquè va ser proposat primer, el maig de 1856, tres mesos abans que Gypopsitta.
Segons la Classificació del Congrés Ornitològic Internacional (versió 14.2, 2024) aquest gènere està format per 7 espècies:
- lloro caica (Pyrilia caica).
- lloro calb (Pyrilia aurantiocephala).
- lloro capgroc (Pyrilia pyrilia).
- lloro de galtes rosa (Pyrilia pulchra).
- lloro encaputxat (Pyrilia haematotis).
- lloro galtadaurat (Pyrilia barrabandi).
- lloro vulturí (Pyrilia vulturina).